# Frederick Corder
Frederick Corder, né à Londres le 26 janvier 1852 et mort le 21 août 1932 , est un compositeur et professeur de composition britannique.

## Biographie
Corder est né à Hackney. Il est le fils de Micah Corder et de son épouse Charlotte Hill. Il fréquente la Blackheath Proprietary School et commence à suivre des leçons de musique, en particulier de piano. Plus tard, il étudie avec Henry Gadsby puis l'harmonie avec Claude Couldery.
Frederick Corder poursuit ses études à la Royal Academy of Music, avec George Alexander Macfarren (harmonie et composition), William Cusins (piano) et William Watson (violon). En 1875, il obtient une bourse de la Mendelssohn Scholarship, qui lui permet d'étudier pendant quatre ans à l'étranger. Il passe les trois premiers à la Hochschule für Musik und Tanz Köln à Cologne, en Allemagne, avec Ferdinand Hiller (composition) et Isidor Seiss (piano). Il passé la dernière année à Milan, Italie où il fréquente Arrigo Boito et Giuseppe Verdi. À son retour en Angleterre, en 1879, il devient chef d'orchestre à l'Aquarium de Brighton.
En août 1884, pour un seul mois, il remplace William Robinson en tant que directeur musical de la D'Oyly Carte Opera Company et dirige en tournée Patience et Iolanthe de Gilbert et Sullivan
Corder est nommé professeur de composition à la Royal Academy of Music (école de musique) de Londres où il forme toute une génération de compositeurs britanniques importants : Granville Bantock, Arnold Bax, York Bowen, Alan Bush, Eric Coates, Benjamin Dale et Joseph Holbrooke, mais aussi son fils, Paul Corder.
Avec d'autres, Frederick Corder fonde la Société des compositeurs britanniques en 1905 et en devient son premier président.
Très tôt il est fasciné par Richard Wagner. Il réalise avec son épouse Henriette Walford les premières traductions anglaises de Der Ring des Nibelungen et d'autres œuvres de Wagner, dont Parsifal. Parmi ses propres compositions, citons des chansons, des opéras, des opérettes et des cantates. L'ouverture Prospero a fait l'objet d'un enregistrement sur CD chez Hyperion.

## Œuvres

### Orchestre
- 1876 - Evening on the Sea-Shore, idylle, op. 1 (St James's Hall, Londres, 25 novembre 1886)
- 1876-79 - In the Black Forest, suite, op. 2 (Crystal Palace, Londres, 20 mars 1880)
- 1882 - Ossian, ouverture de concert, op. 8 (Philharmonic Society, Londres, 9 mars 1882)
- 1882 - Nocturne, op. 9 (Brighton Festival, 1882)
- 1885 - Prospero, ouverture de concert, op. 14 (Crystal Palace, Londres, 24 octobre 1885)
- 1886 - The Tempest, scènes orchestrales, op. 15
- 1887 - Roumanian Suite, op. 18 (Philharmonic Society, Londres, 19 mai 1887)
- 1892 - Nordisa, ouverture (Crystal Palace, Londres, 17 décembre 1892)
- 1897 - Pippa Passes, scène dramatique orchestrale, op. 24 (Philharmonic Society, Londres, 28 avril 1898)
- 1908 - Élégie pour 24 violons et orgue In memoriam Victor Harris, op. 28
- Tragic Overture (Bournemouth, janvier 1902)
- Scene d'Amour (Bournemouth, janvier 1902)

### Œuvres lyriques
- 1877-78 - Mort d'Arthur, grand opéra, op. 3 (Brighton, 1879)
- 1880 - Philomel, opéra satirique, op. 4
- 1880 - A Storm in a Teacup, opérette, op. 5 (Aquarium, Brighton, 18 février 1882)
- 1883 - The Nabob's Pickle, opérette, op. 12 (Aquarium, Great Yarmouth, 9 juillet 1883)
- 1885 - The Noble Savage, opérette, op. 13 (Brighton, 3 octobre 1885)
- 1887 - Nordisa, opéra romantique, op. 17 (Royal Court Theatre, Liverpool, 26 janvier 1887)

### Œuvres chorales et vocales
- 1879 - The Triumph of Spring, masque (Crystal Palace, Londres, 8 février 1879)
- 1881 - The Cyclops, cantate, Op.6
- 1883 - Dreamland, ode symphonique pour chœur et orchestre, Op.10
- 1886 - The Bridal of Triermain, cantatae, Op.16 (Wolverhampton Festival, 17 septembre 1886)
- 1888 - The Minstrel's Curse, ballade pour récitant et orchestre, Op.19 (Crystal Palace, Londres, 10 mars 1888)
- 1889 - The Sword of Argantyr, cantate, Op.20 (Leeds Festival, 9 octobre 1889)
- 1893 - Margaret: The Blind Girl of Castel-Cuillé, cantate pour voix de femmes et piano, Op.21
- 1895 - True Thomas, recitation musicale, Op.23
- 1902 - The Witch's Song, récitation musicale, Op.27
- 1912 - Sing unto God, motet en 50 parties pour voix de femmes, orgue, harpes, trompettes et percussion, Op.29 (Royal Academy of Music, Londres, 22 juin 1912)
- 1922 - A Wreath of a Hundred Roses [The R.A.M. Masque], Section 4: Quodlibet (Royal Academy of Music, Londres, 17 juillet 1922)

### Musique de scène
- 1898 - The Termagant, op. 25 (Her Majesty's Theatre, Londres, 1er septembre 1898)
- 1899 - The Black Tulip, op. 26 (Haymarket Theatre, Londres, 21 octobre 1899)

### Écrits
- (en) Frederick Corder, The Orchestra and how to write for it, 1895  (ISBN 978-1-104-50078-8)
- (en) Frederick Corder, Modern Composition, 1909  (ISBN 1-140-35011-0)
- (en) Frederick Corder, A History of the Royal Academy of Music from 1822-1922, 1922.
- (en) Frederick Corder, Ferencz (François) Liszt, 1925  (ISBN 0-404-12888-2)